# Dagmar Stutzinger
Dagmar Stutzinger (* 1949 in Düsseldorf) ist eine deutsche Klassische Archäologin.

## Leben
Dagmar Stutzinger studierte an der Universität Bonn, wo sie 1977 bei Nikolaus Himmelmann promoviert wurde. Anschließend war sie für die Konzeption der Ausstellung „Spätantike und frühes Christentum“ verantwortlich, die 1983/84 im Frankfurter Liebieghaus gezeigt wurde. Von 1985/86 bis zu ihrem Ruhestand 2015 war sie Kustodin und Leiterin der Abteilung für Klassische Antike/Alter Orient am Museum für Vor- und Frühgeschichte, ab 2002 dem Archäologischen Museum Frankfurt.

## Veröffentlichungen (Auswahl)
- Die frühchristlichen Sarkophagreliefs aus Rom. Untersuchungen zur Formveränderung im 4. Jh. n. Chr. Habelt, Bonn 1982 (Dissertation).
- Neuerwerbungen des Museums aus den Jahren 1986–1999. Museum für Vor- und Frühgeschichte, Frankfurt 1999, ISBN 3-88270-337-7.
- Mit Hieb und Stich: Bronzewaffen aus dem alten Iran. Die Sammlung von Grawert. Museum für Vor- und Frühgeschichte, Frankfurt 2001, ISBN 3-88270-344-X.
- mit Egon Wamers (Hrsg.): Steppengold. Grabschätze der Skythen und Sarmaten am unteren Don; Archäologisches Museum Frankfurt, 11. Oktober 2003 – 1. Februar 2004. Archäologisches Museum Frankfurt, Frankfurt 2003.
- Griechen, Etrusker und Römer. Eine Kulturgeschichte der antiken Welt im Spiegel der Sammlungen des Archäologischen Museums Frankfurt. Schnell + Steiner, Regensburg 2012.
- Zum Wohle der Stadt? Erwerbungen 1933–1945. Systematische Provenienzforschung am Archäologischen Museum Frankfurt (= Schriften des Archäologischen Museums Frankfurt. Band 29). Schnell + Steiner, Regensburg 2018, ISBN 978-3-7954-3344-4.
- Faliskische und latiale Keramik der orientalisierenden Epoche im Archäologischen Museum Frankfurt (= Publikationen des Archäologischen Museums Frankfurt. Band 9). Stadt Frankfurt, Frankfurt am Main 2024, ISBN 978-3-88270-516-4.